# Turritopsis pleurostoma
Turritopsis pleurostoma är en nässeldjursart som först beskrevs av Péron och Charles Alexandre Lesueur 1809.  Turritopsis pleurostoma ingår i släktet Turritopsis och familjen Oceanidae. Inga underarter finns listade i Catalogue of Life.